# Samantha Mumba

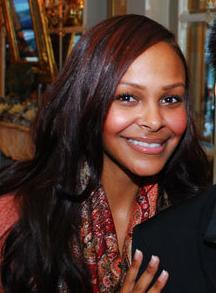
Samantha Mumba (2009)

Samantha Tamania Anne Cecilia Mumba (* 18. Januar 1983 in Drumcondra, Dublin) ist eine irische Schauspielerin, Sängerin und Model.

## Biografie
Geboren wurde Samantha Mumba 1983 bei Dublin als Tochter einer irischen Aer-Lingus-Stewardess und eines Luftfahrttechnikers aus Sambia. Ihre Schulzeit verbrachte sie an der Billie Barry Stage School in Dublin.
1998 wurde sie für die Hauptrolle in The Hot Mikado gecastet, einer Jazz-Interpretation von Gilbert und Sullivans Oper. Mumba hatte im Jahr 2000 ihr Debüt und entwickelte sich seitdem vom Teenie- zum internationalen Star. Mit ihrem Hit Gotta Tell You und dem gleichnamigen Album erreichte sie im Jahr 2001 nicht nur in ihrem Heimatland Irland, sondern weltweit hohe Platzierungen in den Musik-Charts und erreichte mit ihren Veröffentlichungen einige Silber- und Goldauszeichnungen. Ihre Hits und Alben erhielten vielfache Auszeichnungen. Nebenbei arbeitet sie als Fotomodell und wirkte in Reality-Shows ebenso wie in Hollywood-Produktionen mit.
Im März 2007 sorgte der über den schottischen Rundfunk durch die amtierende „Miss Schottland“ Nicola McLean verbreitete Vergleich Samantha Mumbas mit einem Affen für Erregung. McLean entschuldigte sich mehrfach und räumte aus, dass diese Äußerung rassistische Bedeutung gehabt habe, wie es ihr zunächst unterstellt worden war. 2008 nahm sie an der dritten Staffel der britischen Eiskunstlaufshow Dancing on Ice teil. Mumba ist Nationale Botschafterin der UNICEF für Irland. Sie lebt mit ihrem Mann in Los Angeles und brachte im Frühjahr 2015 ihre erste Tochter zur Welt.

## Diskografie

### Studioalben
| Jahr | Titel          | Höchstplatzierung, Gesamtwochen, AuszeichnungChartplatzierungen (Jahr, Titel, Platzierungen, Wochen, Auszeichnungen, Anmerkungen) | Höchstplatzierung, Gesamtwochen, AuszeichnungChartplatzierungen (Jahr, Titel, Platzierungen, Wochen, Auszeichnungen, Anmerkungen) | Höchstplatzierung, Gesamtwochen, AuszeichnungChartplatzierungen (Jahr, Titel, Platzierungen, Wochen, Auszeichnungen, Anmerkungen) | Höchstplatzierung, Gesamtwochen, AuszeichnungChartplatzierungen (Jahr, Titel, Platzierungen, Wochen, Auszeichnungen, Anmerkungen) | Höchstplatzierung, Gesamtwochen, AuszeichnungChartplatzierungen (Jahr, Titel, Platzierungen, Wochen, Auszeichnungen, Anmerkungen) | Höchstplatzierung, Gesamtwochen, AuszeichnungChartplatzierungen (Jahr, Titel, Platzierungen, Wochen, Auszeichnungen, Anmerkungen) | Anmerkungen                            |
| Jahr | Titel          | DE | AT | CH | UK | US | IE | Anmerkungen                            |
| ---- | -------------- | --- | --- | --- | --- | --- | --- | -------------------------------------- |
| 2000 | Gotta Tell You | — | — | CH53 (8 Wo.)CH | UK9 Gold · (24 Wo.)UK | US67 (22 Wo.)US | IE4 (44 Wo.)IE | Erstveröffentlichung: 31. Oktober 2000 |

### Kompilationen
- 2006: The Collection

### EPs
- 2001: Samantha Sings Christmas

### Singles
| Jahr | Titel Album                                          | Höchstplatzierung, Gesamtwochen, AuszeichnungChartplatzierungen (Jahr, Titel, Album, Platzierungen, Wochen, Auszeichnungen, Anmerkungen) | Höchstplatzierung, Gesamtwochen, AuszeichnungChartplatzierungen (Jahr, Titel, Album, Platzierungen, Wochen, Auszeichnungen, Anmerkungen) | Höchstplatzierung, Gesamtwochen, AuszeichnungChartplatzierungen (Jahr, Titel, Album, Platzierungen, Wochen, Auszeichnungen, Anmerkungen) | Höchstplatzierung, Gesamtwochen, AuszeichnungChartplatzierungen (Jahr, Titel, Album, Platzierungen, Wochen, Auszeichnungen, Anmerkungen) | Höchstplatzierung, Gesamtwochen, AuszeichnungChartplatzierungen (Jahr, Titel, Album, Platzierungen, Wochen, Auszeichnungen, Anmerkungen) | Höchstplatzierung, Gesamtwochen, AuszeichnungChartplatzierungen (Jahr, Titel, Album, Platzierungen, Wochen, Auszeichnungen, Anmerkungen) | Anmerkungen                              |
| Jahr | Titel Album                                          | DE | AT | CH | UK | US | IE | Anmerkungen                              |
| ---- | ---------------------------------------------------- | --- | --- | --- | --- | --- | --- | ---------------------------------------- |
| 2000 | Gotta Tell You                                       | DE28 (11 Wo.)DE | AT38 (9 Wo.)AT | CH17 (23 Wo.)CH | UK2 Gold · (12 Wo.)UK | US4 (21 Wo.)US | IE1 (18 Wo.)IE | Erstveröffentlichung: 2. Juni 2000       |
| 2000 | Body II Body Gotta Tell You                          | — | — | CH58 (3 Wo.)CH | UK5 (16 Wo.)UK | — | IE2 (14 Wo.)IE | Erstveröffentlichung: 16. Oktober 2000   |
| 2001 | Always Come Back to Your Love Gotta Tell You         | — | — | — | UK3 Silber · (15 Wo.)UK | — | IE1 (12 Wo.)IE | Erstveröffentlichung: 19. Februar 2001   |
| 2001 | Baby Come On Over (This Is Our Night) Gotta Tell You | — | — | CH67 (4 Wo.)CH | UK5 (14 Wo.)UK | US49 (17 Wo.)US | IE2 (10 Wo.)IE | Erstveröffentlichung: 10. September 2001 |
| 2001 | Lately Gotta Tell You                                | — | — | — | UK6 (13 Wo.)UK | — | IE3 (11 Wo.)IE | Erstveröffentlichung: 10. Dezember 2001  |
| 2002 | I’m Right Here The Collection                        | DE51 (6 Wo.)DE | — | CH81 (7 Wo.)CH | UK5 (12 Wo.)UK | — | IE3 (11 Wo.)IE | Erstveröffentlichung: 7. Oktober 2002    |
| 2013 | Somebody Like Me –                                   | — | — | — | — | — | IE5 (3 Wo.)IE | Erstveröffentlichung: 22. August 2013    |

## Auszeichnungen für Musikverkäufe
| Silberne Schallplatte - Frankreich - 2000: für die Single Gotta Tell You Platin-Schallplatte - Australien - 2000: für die Single Gotta Tell You |

Anmerkung: Auszeichnungen in Ländern aus den Charttabellen bzw. Chartboxen sind in ebendiesen zu finden.
| Land/RegionAuszeichnungen für Musikverkäufe (Land/Region, Auszeichnungen, Verkäufe, Quellen) | Silber     | Gold     | Platin  | Verkäufe | Quellen     |
| -------------------------------------------------------------------------------------------- | ---------- | -------- | ------- | -------- | ----------- |
| Australien (ARIA)                                                                            | —          | —        | Platin1 | 70.000   | aria.com.au |
| Frankreich (SNEP)                                                                            | Silber1    | —        | —       | 125.000  | infodisc.fr |
| Vereinigtes Königreich (BPI)                                                                 | Silber1    | 2× Gold2 | —       | 700.000  | bpi.co.uk   |
| Insgesamt                                                                                    | 2× Silber2 | 2× Gold2 | Platin1 |          |             |

## Filmografie (Auswahl)
- 2002: The Time Machine
- 2002: Spin the Bottle
- 2005: Boy Eats Girl
- 2006: Nailed
- 2006: Johnny Was
- 2007: Shifter
- 2007: Once Upon a Time in Dublin
- 2011: Cross
- 2014: Loftus Hall
- 2014: Home (Kurzfilm)